# آنیتوس

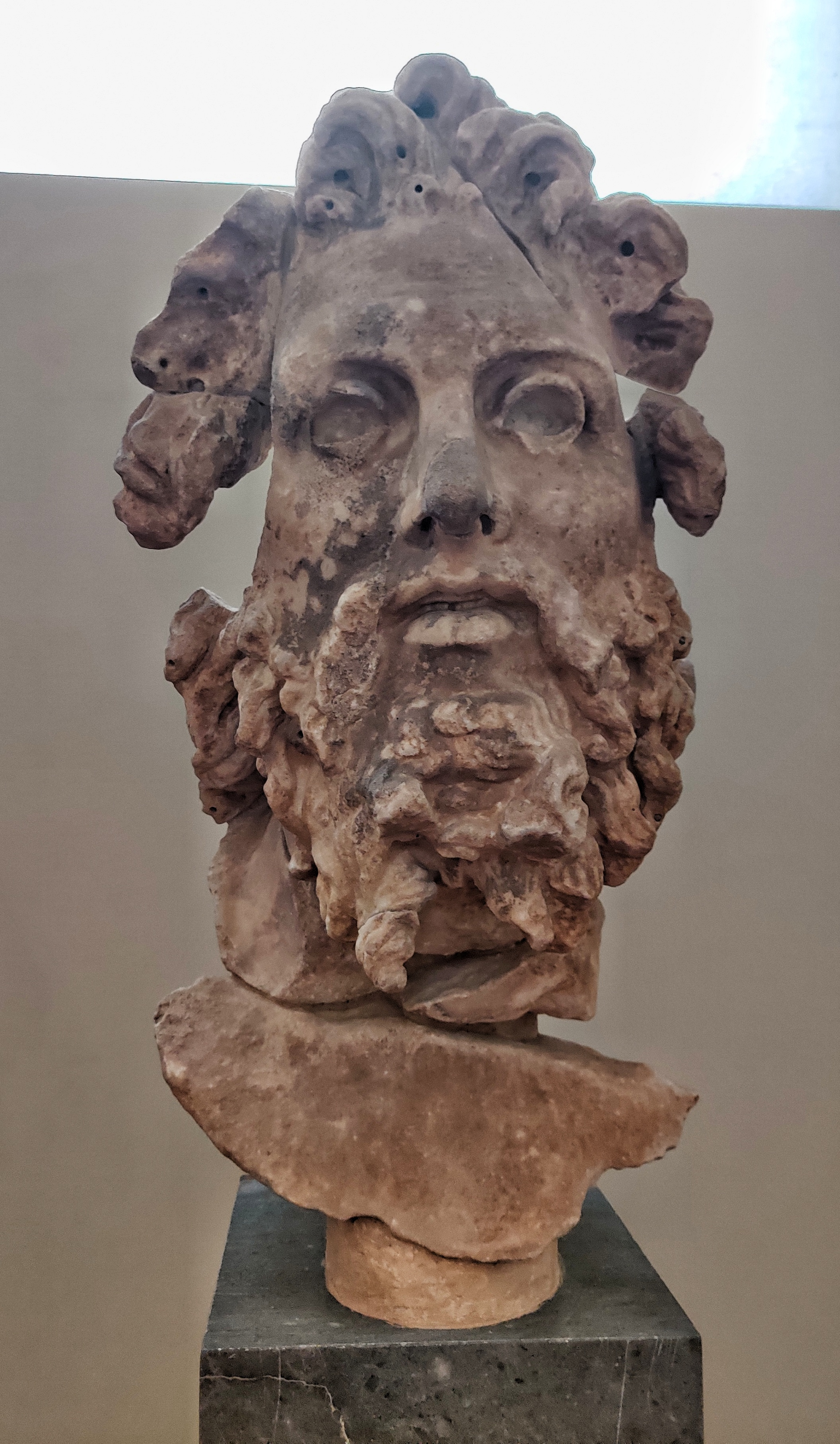
سر تیتان آنیتوس، معبد دسپوینا در لیکوسورا در آرکادیا. موزه باستان‌شناسی ملی آتن

آنیتوس (به انگلیسی: Anytos یا Anytus, یونانی باستان: Ἄνυτος) یکی از تیتان‌های اساطیر یونان بود. او قرار بود دسپوینا را بزرگ کند. در آرکادیا، و در زمان پوزانیاس، مجسمه‌های آنیتوس و دسپوینا در معبدی در نزدیکی آکاسیوم (شهری در آرکادیای باستانی) نمایش داده شدند.
مجسمه نیم‌تنه آنیتوس که در حال حاضر در موزه ملی باستان‌شناسی آتن نگهداری می‌شود، در حفاری‌های تابستان ۱۸۸۹ کشف شد.